# James Lloyd Abbot junior
James Lloyd Abbot, Jr. (* 26. Juni 1918 in Mobile, Alabama; † 10. August 2012 in Alexandria, Virginia) war ein US-amerikanischer Konteradmiral der US Navy, der unter anderem von Februar 1967 bis Juni 1969 Kommandant der US-Marineunterstützungseinheiten in Antarktika war und nach dem das dortige Abbot-Schelfeis benannt wurde.

## Leben

### Ausbildung zum Marineoffizier und Zweiter Weltkrieg
Abbot, Sohn von Kapitän zur See J. Lloyd Abbot und dessen Ehefrau Helen Buck Taylor Abbot, absolvierte seine schulische Ausbildung an der Murphy High School in Mobile und besuchte anschließend von 1934 bis 1935 das dortige Spring Hill College. 1935 begann er seine Ausbildung zum Marineoffizier an der US Naval Academy in Annapolis, die er am 1. Juni 1939 als Leutnant zur See (Ensign) abschloss. Im Anschluss fand er zunächst Verwendung auf dem Flugzeugträger Enterprise und wurde danach im September 1939 an Bord des Zerstörers Gilmer versetzt. Im März 1941 begann er seine fliegerische Ausbildung auf dem Marinefliegerstützpunkt Naval Air Station Pensacola und schloss diese am 18. August 1941 mit dem Naval Aviator Badge ab. Daraufhin wurde er verantwortlicher Ausbildungsoffizier bei der im Pazifik stationierten Advance Carrier Training Group sowie im November 1942 Offizier im Aufklärungsstaffel Scouting Squadron 1-D14, ehe er im März 1943 Kommandeur (Commanding Officer) der 66. Aufklärungsstaffel (Scouting Squadron SIXTY-SIX) wurde. Für seine herausragenden Verdienste bei Einsätzen gegen japanische Verbände im Gebiet der Gilbertinseln und der Marshallinseln zwischen November 1943 und Januar 1944 wurde ihm die Air Medal verliehen.
Im März 1944 wurde Abbot zum Stab des Chefs der Marinefliegerausbildung auf der Naval Air Station Pensacola versetzt und war dort zunächst bis zum 31. August 1945 als Offizier für Ingenieurausbildung und wurde für seine dortigen Verdienste mit der Navy Commendation Medal geehrt.

### Verwendungen in der Nachkriegszeit

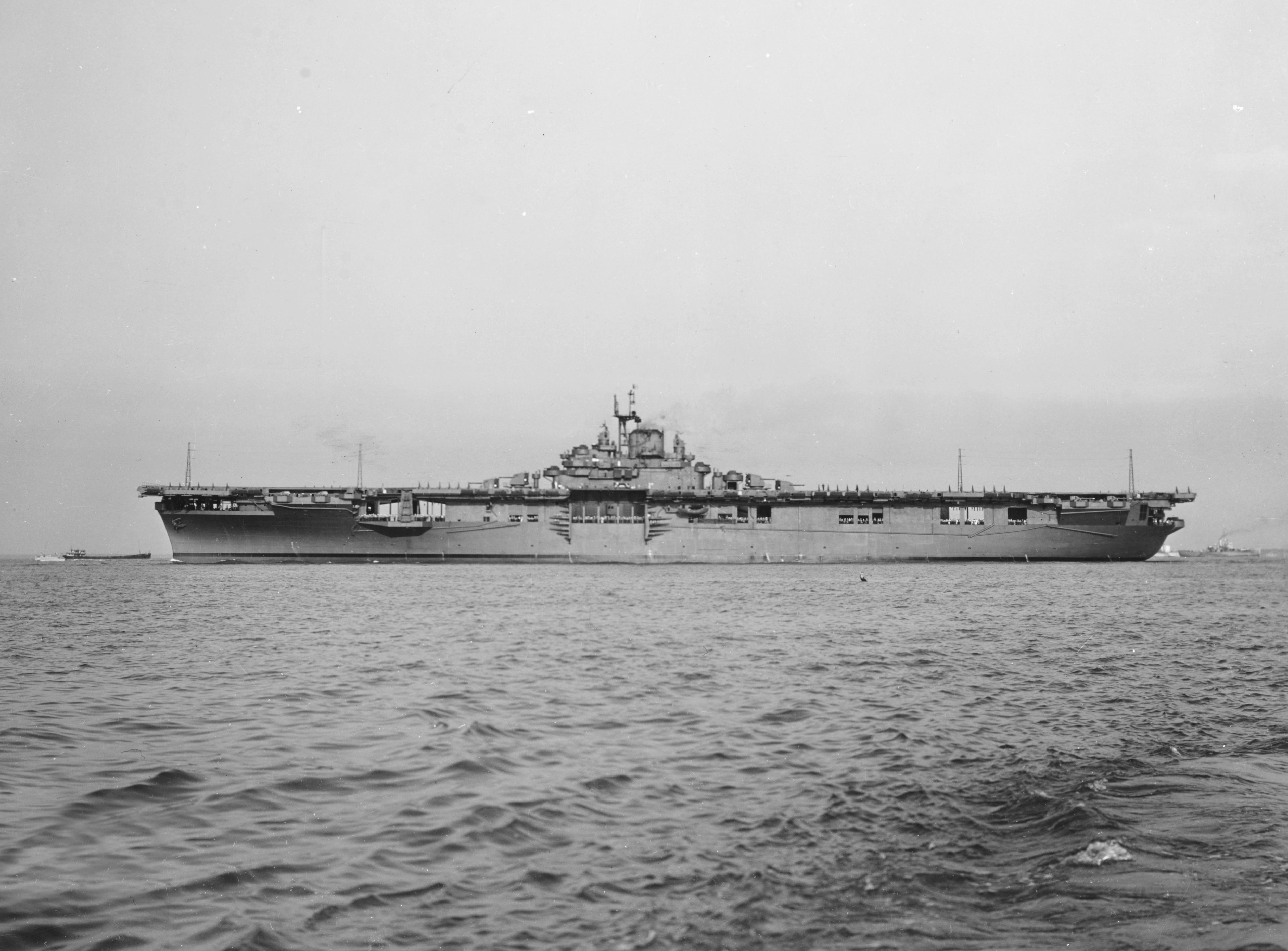
Im Mai 1961 wurde Abbot Kommandant des Flugzeugträgers Intrepid

Im September 1945 wurde er Personaloffizier im Stab des Chefs der Marinefliegerausbildung auf der Naval Air Station Pensacola und absolvierte danach von August bis November 1946 einen Kampfpilotenauffrischungslehrgang auf dem Marinefliegerstützpunkt Naval Air Station Miami. Im Anschluss folgte zwischen November 1946 und Januar 1949 eine Verwendung als Kommandeur der 42. Kampfstaffel (Fighter Squadron FORTY-TWO), woraufhin er im Januar 1949 Leiter des Referats für Programmanforderungen im Büro des Chefs für Marineoperationen (Chief of Naval Operations) im Marineministerium (US Department of the Navy) wurde. Danach war er von Januar 1951 bis August 1952 Kommandeur der Mehrzweckstaffel (Utility Squadron FOUR) und absolvierte zwischen August 1952 und Februar 1953 ein Studium am Armed Forces Staff College in Norfolk, ehe er im Anschluss Planungs- und Operationsoffizier im Stab der Marinefliegergrundausbildung (Naval Air Basic Training) auf der Naval Air Station Pensacola wurde.
Im Juli 1955 wurde Abbot Erster Offizier (Executive Officer) auf dem Flugzeugträger Lake Champlain und danach im August 1956 Operationsoffizier im Stab des Kommandeurs der 2. Flugzeugträgerdivision (Carrier Division TWO). Anschließend fungierte er zwischen August 1957 und Mai 1960 als Hörsaalleiter der Bancroft Hall der US Naval Academy, ehe er am 30. Mai 1960 Kommandant des Flugzeugmutterschiffs Valcour wurde. Im Mai 1961 übernahm er den Posten als Kommandant des Flugzeugträgers Intrepid, der unter seinem Kommandant den Flieger-Effizienzpreis der US-Atlantikflotte (Atlantic Fleet Battle Efficiency Pennant) für das Haushaltsjahr 1962 gewann. Die Intrepid nahm im Mai 1962 auch den Astronauten Scott Carpenter nach dessen drei Erdumkreisungen im Atlantik auf. Im Juli 1963 begann er einen Stabsoffizierslehrgang am National War College (NWC) in Washington, D.C. und absolvierte daneben ein postgraduales Studium im Fach Management an der George Washington University, das er mit einem Master of Business Administration (M.B.A.) abschloss.
Anschließend fungierte Abbot zwischen August 1964 und Juni 1965 zunächst als Direktor für Mittelstreckenraketen-Studien im Büro des Chief of Naval Operations im Marineministerium und war dort danach von Juni 1965 bis August 1966 stellvertretender Leiter sowie zuletzt zwischen August 1966 und Februar 1967 Leiter des Referats für Seekriegsanalysen.

### Aufstieg zum Konteradmiral
Koordinaten: 72° 45′ S, 96° 0′ W
Im Februar 1967 übernahm Abbot den Posten als Kommandant der US-Marineunterstützungseinheiten in Antarktika (US Naval Support Force, Antarctica) mit Hauptquartier in Washington, D.C., und verblieb in dieser Verwendung bis Juni 1969. Als solcher wurde er am 30. März 1967 zum Konteradmiral (Rear Admiral) befördert und auch erstmals mit dem Legion of Merit ausgezeichnet. Diese Auszeichnung erhielt er insbesondere aufgrund seiner Verdienste als Kommandeur der Operation Deep Freeze 1969 im Weddell-Meer, für Forschungsmaßnahmen im Bereich der Kraulberge sowie für die Fertigstellung und Eröffnung der Forschungsstation Palmer-Station 1968. Ihm zu Ehren benannte das Advisory Committee on Antarctic Names das Abbot-Schelfeis, ein antarktisches Schelfeis von rund 400 Kilometern Länge und etwa 80 Kilometern Breite, das an die Eights-Küste zwischen Kap Waite und dem Pfrogner Point angrenzt.
Im Juli 1969 wurde Abbot Kommandeur der 16. Flugzeugträgerdivision (Carrier Division SIXTEEN), die am 1. August 1970 in 4. U-Boot-Kriegsgruppe (Anti-Submarine Warfare Group FOUR) umbenannt wurde. Daraufhin wurde er im November 1970 Generalinspekteur der US-Atlantikflotte und wurde in dieser Verwendung mit einem Goldenen Stern anstelle eines zweiten Legion of Merit ausgezeichnet. Am 1. Juli 1972 wurde er zunächst in den Ruhestand versetzt, allerdings im November 1972 als Leiter für Ausbildungsentwicklung in den Stab des Chefs für Marineausbildung (Chief of Naval Training) auf der Naval Air Station Pensacola in den aktiven Dienst zurückbeordert. Zugleich fungierte er bis zu seinem endgültigen Eintritt in den Ruhestand im April 1974 in Personalunion auch als stellvertretender Leiter der Abteilung für Ausbildung und Fortbildung der Marine im Büro des Chief of Naval Operations.
Abbot heiratete in erster Ehe Marjorie Grubbs Abbot, die 1974 verstarb. Aus dieser Ehe gingen die beiden Söhne Kapitän zur See J. Lloyd Abbot III und Admiral Charles S. Abbot sowie Tochter Mary Neville „Maro“ Abbot hervor. Nach dem Tode seiner ersten Ehefrau war er vom 27. September 1975 bis zu deren Tod am 21. Dezember 2010 mit Margaret Middleton Pratt Abbot verheiratet. Nach seinem Tode wurde er auf dem US Naval Academy Cemetery  in Annapolis beigesetzt.

### Ehrungen und Auszeichnungen
Auswahl der Dekorationen, sortiert in Anlehnung der Order of Precedence of the Military Awards:
- Legion of Merit (2 x)
- Navy & Marine Corps Commendation Medal
- Air Medal
- American Defense Service Medal
- American Campaign Medal
- Asiatic-Pacific Campaign Medal
- World War II Victory Medal
- Navy Occupation Service Medal
- National Defense Service Medal (mit Bronzestern)
- Antarctica Service Medal